# دهدشت (دلگان)
دهدشت روستایی در دهستان هودیان بخش مرکزی شهرستان دلگان استان سیستان و بلوچستان ایران است بادهدشت کهگیلویه اشتباه نشود.

## جمعیت
بر پایه سرشماری عمومی نفوس و مسکن در سال ۱۳۹۵ جمعیت این روستا ۱۵۰ نفر (۴۵خانوار) بوده‌است.